# Арнон, Иегудит
Иегудит Арнон (15 октября 1926, Комарно — 17 августа 2013) — израильский танцор и хореограф.

## Биография
Иегудит Арнон родилась 15 октября 1926 года в Комарно, Чехословакия, в семье Людвига Шиша-Халеви и Элизабет (Бетти) Хоффманн. 11 июня 1944 года Арнон и её родители были отправлены в Освенцим. По прибытии она попросила остаться с больной матерью, но вместо этого её вместе с другими молодыми людьми отправили в лагерь Биркенау, а её мать отправили в газовые камеры.
Во время пребывания в концлагере, в декабря 1944 года, её пытались заставить танцевать для лагерного начальства, после отказа не расстреляли, но выставили на мороз босой, после чего она решила посвятить жизнь танцу.
Иегудит освободилась из концлагеря в мае 1945 года, когда прибыла Красная Армия. После освобождения она добралась до Будапешта и начала преподавать танцы. Там она познакомилась с Едидией Аронфельдом, за которого вышла замуж 16 июня 1946 года. Пара переехала в Палестину в 1948 году, поселившись в кибуце Гаотон, Израиль, где Иегудит прожила до своей смерти.
Арнон в 1970 году основала Кибуцную компанию современного танца (KCDC). До 1996 года она занимала должность художественного руководителя и генерального директора. В июне 1997 года Арнон получила Премию выдающегося артиста Международного общества исполнительских искусств «в знак признания выдающегося вклада её творческого таланта и вдохновения в мир танца». В 1998 году Арнон была удостоена Премии Израиля, которая является высшей наградой Израиля за достижения в области образования и исполнительского искусства при жизни.
Иегудит Арнон умерла 17 августа 2013 года в возрасте 87 лет.